# Єрихонка

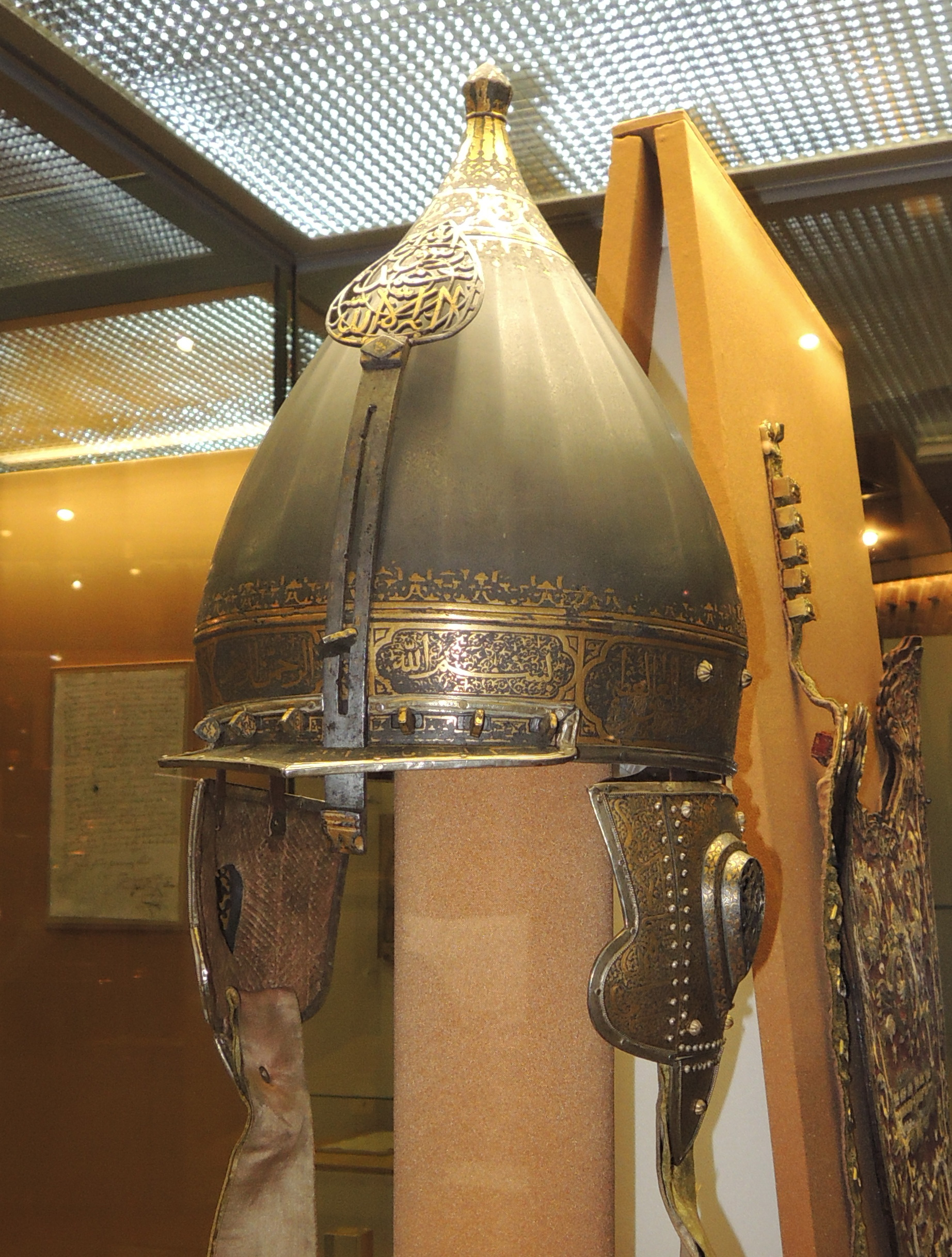
Шлем Олексія Михайловича

Єрихо́нка, ієрихо́нка чи єрихо́нська ша́пка — тип шолому, який використовувався в країнах Західної Азії та Європи в XVI—XVIII століттях.

## Зовнішній вигляд
Єрихонка складається з залізної чи сталевої тулії з загостреним верхом, із елементами для захисту вух, пласким козирком, наносником, який ковзає (вузька залізна смужка, яка захищала обличчя від поперечних ударів), часто — пластинчастим напотиличником. Вухові пластини і напотиличник кріпилися до тулії за допомогою шкіряних ременів або, рідше, ланцюжків.

## Історія та походження
Шоломи-єрихонки набули поширення в XVI—XVIII століттях. На Московію вони прийшли з Туреччини та Ірану, а звідти потрапили на захід — в Польщу, Угорщину, Литву та інші країни.
Походження назви «єрихонка» точно невідоме. За однією версією, це спотворене слово «югренський», або «грузинський». За іншою — від слова «єрихонитись», тобто пручатися. Втім, деякі дотримуються думки про походження від назви міста Яркенд, або, що найочевидніше, але сумнівно — від назви палестинського міста Єрихон.

## Азія
Куполоподібні шоломи, як і шоломи з елементами захисту вух і потилиці, відомі з часів до нашої ери. Наносник, що ковзає, з'явився у XIV столітті. Але даний тип шолому склався в XV-XVI столітті в Туреччині в результаті додавання додаткових захисних елементів до двох різних типів шоломів — напівсферичних шишаків і турецьких шишаків сфероконечної форми. В результаті турецькі єрихонки могли відрізнятися як сферокінечною, так і напівсферичною формою тулії. Подібні шоломи в Туреччині називали «шишак» (тур. çiçak), або, у випадку напівсферичної тулії, «муваама» (тур. muwa`ama).
Під турецьким впливом єрихонки потрапили в Іран, Єгипет і в інші країни. Тулії шоломів, як правило, цільноковані. У країнах Азії козирок був, зазвичай, з гострим виступом вперед посередині. Напотиличник міг бути не тільки сегментний, але, частіше — з однієї пластини. Збоку від наносника на козирку або на тулії часто кріпилася втулка для плюмажу — металевої трубки, в яку вставлялися пір'я або розфарбований кінський хвіст. Це була не тільки прикраса, але і відзнака. Зокрема, такі шоломи носили найзнатніші яничари, турецька знать, полководці і султани. Подібні шоломи часто пишно прикрашалися. В окремих країнах Азії єрихонки зберігали, переважно, церемоніальне значення до XIX століття.

## Московія

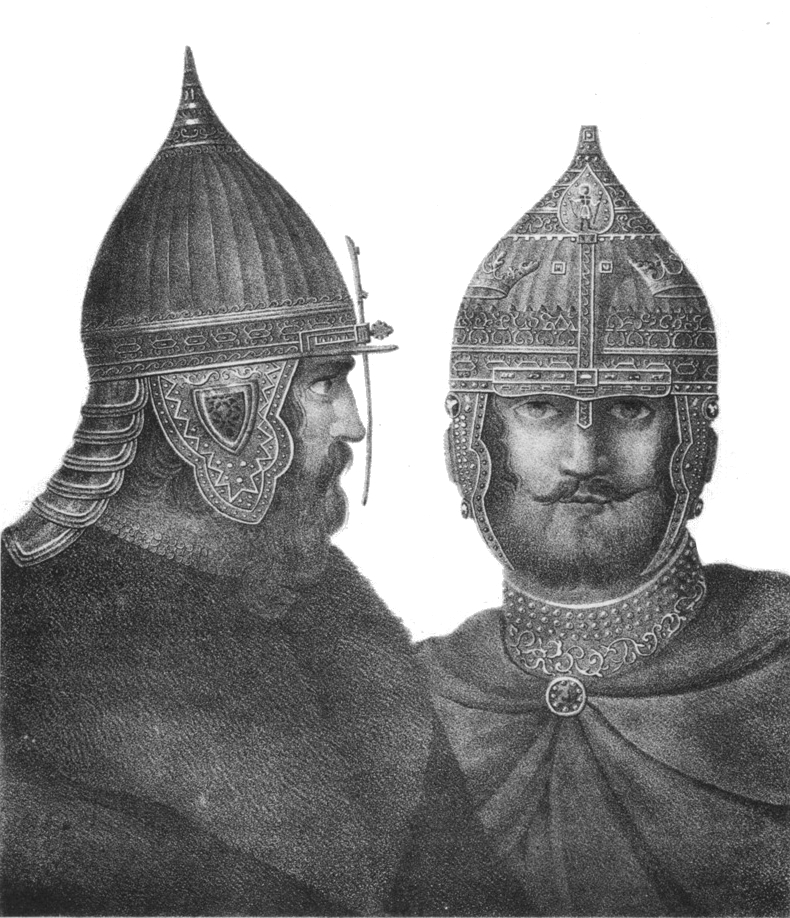
Єрихонки.

В Московію єрихонки використовувалися, в основному, знатними людьми — царями і воєводами, тому прикрашалися золотом, сріблом і дорогоцінними каменями.  Московські єрихонки цього періоду робилися відповідно до азійських зразків, а нерідко і були імпортними. Самі ж шоломи могли бути зі сталі, булату, дамаску. Наприклад, в Оружейній палаті зберігається булатна єрихонка царя Михайла Федоровича Романова.
Російські єрихонки мали сфероконічну форму тулії, яка часто була рифленою, у вигляді ребер жорсткості. У XVII столітті під західним впливом в Московії набувають поширення єрихонки з напівсферичними туліями, проте подібні шоломи, як правило, називали шишаками. Напотиличник міг бути і сегментним, і одинарним, а козирок, переважно, рівним або з кутом посередині. Наносник проходив через козирок («полку») і тримався за допомогою гвинта («шурупець»), тому міг підніматися і опускатися. Схожу природу мали і наносники іноземних єрихонок.
Як в Азії, так і на територої Московії, застосовувалися і дешевші, не прикрашені шоломи, які за формою і конструкцією мало чим відрізнялися від єрихонок, але виготовлені з міді або томпаку. Вони називались мідні шапки. Їх використовували відносно небагаті люди, але і захищали ці шоломи гірше. Мідними шапками, однак, могли називати і шоломи іншої форми та конструкції, зроблені з цього ж матеріалу.

### Шапки-єрихонки російських царів
В Оружейній палаті Кремля в Москві зберігається 6 парадних царських шоломів-єрихонок.
В їх числі — булатна Шапка єрихонська Михайла Федоровича (що іноді помилково приписується Олександру Невському), зроблена в 1621 році майстром Нікітою Давидовим, можливо, на основі арабського шолома, прикрашена золотою насічкою, емаллю, діамантами, рубінами, смарагдами і перлами.

## Європа

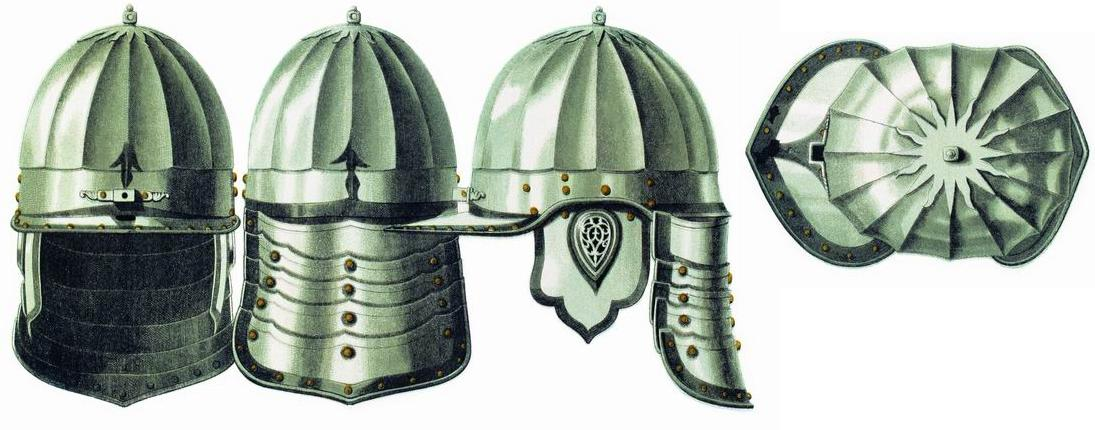
Європейський шолом XVII століття.

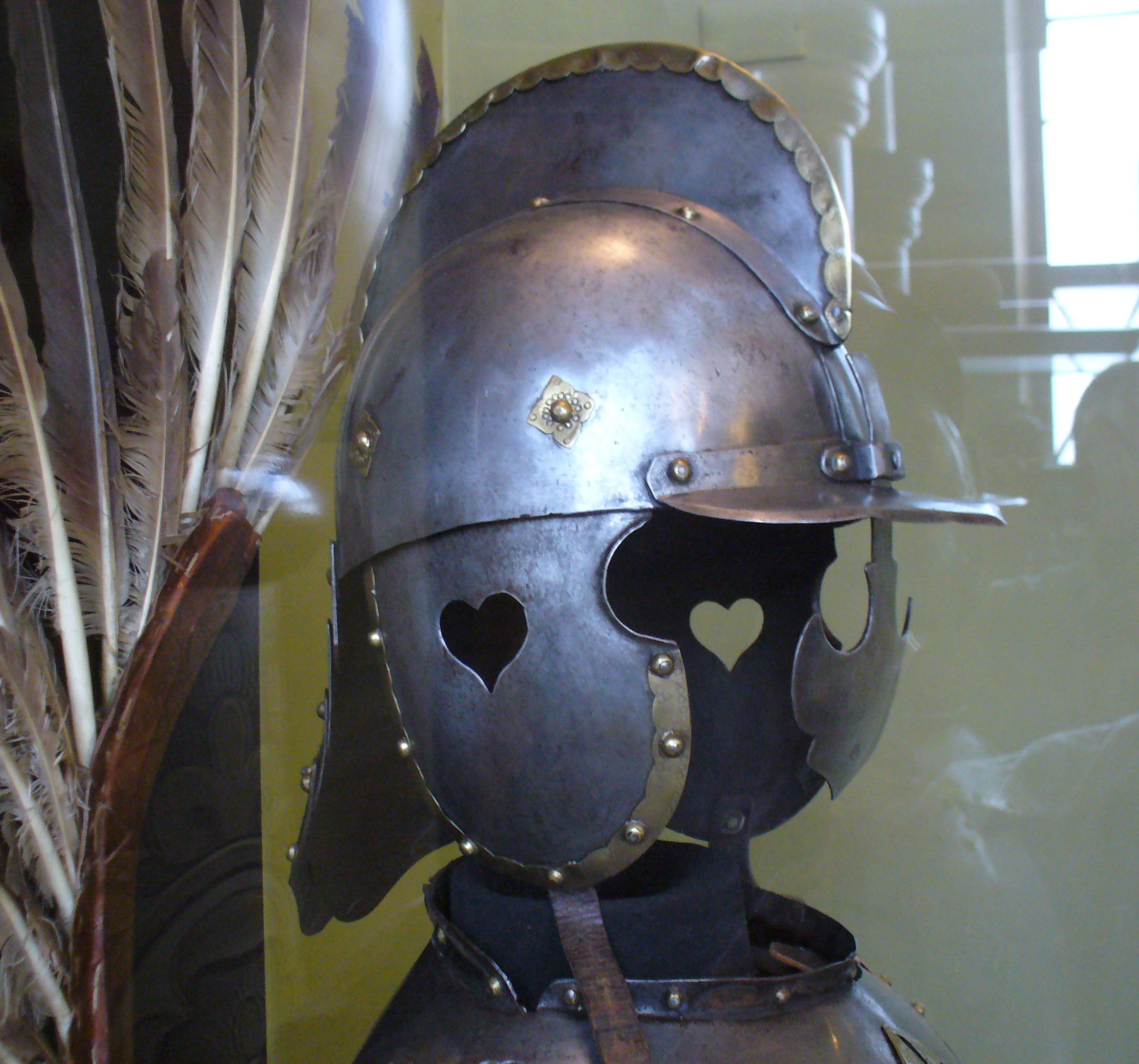
Польский шолом першої половини XVII століття.

У країнах Східної Європи існували й інші форми. Зокрема, у польських гусарів набули поширення турецькі напівсферичні єрихонки. В угорців побутували конічні шоломи. Характерно також те, що у Польщі в XVI столітті мали місце гібридні з капеліною форми — єрихонки, які замість козирка були забезпечені полями і азивались «Капалін» (пол. kapalin). У цьому регіоні напівсферичні єрихонки отримали з кінця XVI — початку XVII століття дуже широке поширення і використовувалися кавалерією як частина обладунків. На них перейшла і польська назва «Капалін», і східне «Шишак» (пол. Szyszak).
Польські єрихонки XVII століття іноді забезпечувалися наносником, який лопатоподібно розширювався до низу, майже повністю закриваючи таким чином обличчя. Вони відрізнялися напівсферичною тулією, яка могла бути як гладкою, так і увінчаною напівкруглим гребенем, або «крилами» чи ще чим-небудь
З Польщі єрихонки потрапили в Саксонію, а з Угорщини — в Австрію і Баварію. Під впливом Речі Посполитої, в інших країнах Європи цей тип шолома став відомий як Capeline і був переважно польсько-турецької напівсферичної форми. На початку XVII століття ці шоломи почали використовувати і виробляти в Німеччині, але під східною назвою «Шишак» (нім. Zischagge). Незабаром вони набули поширення по всій Європі, в тому числі навіть в Португалії. Європейські шоломи практично завжди були з сегментним напотиличником і рівним козирком.
Єрихонські шоломи давали хороший захист від ударів такої зброї, як шабля, особливо — зверху. Крім того вони забезпечували хороший огляд.
В кінці XVII століття почали виходити з ужитку в Європі і в Московії у зв'язку із загальною відмовою від захисного озброєння; проте в ряді країн зберігалися до XVIII століття включно.